# Шенк, Август (художник)
Август Фридрих Альбрехт Шенк (нем. August Friedrich Albrecht Schenck; 1828, Глюкштадт Шлезвиг-Гольштейн — 1901, Экуан, Франция) — немецкий и французский художник-пейзажист и анималист.

## Биография

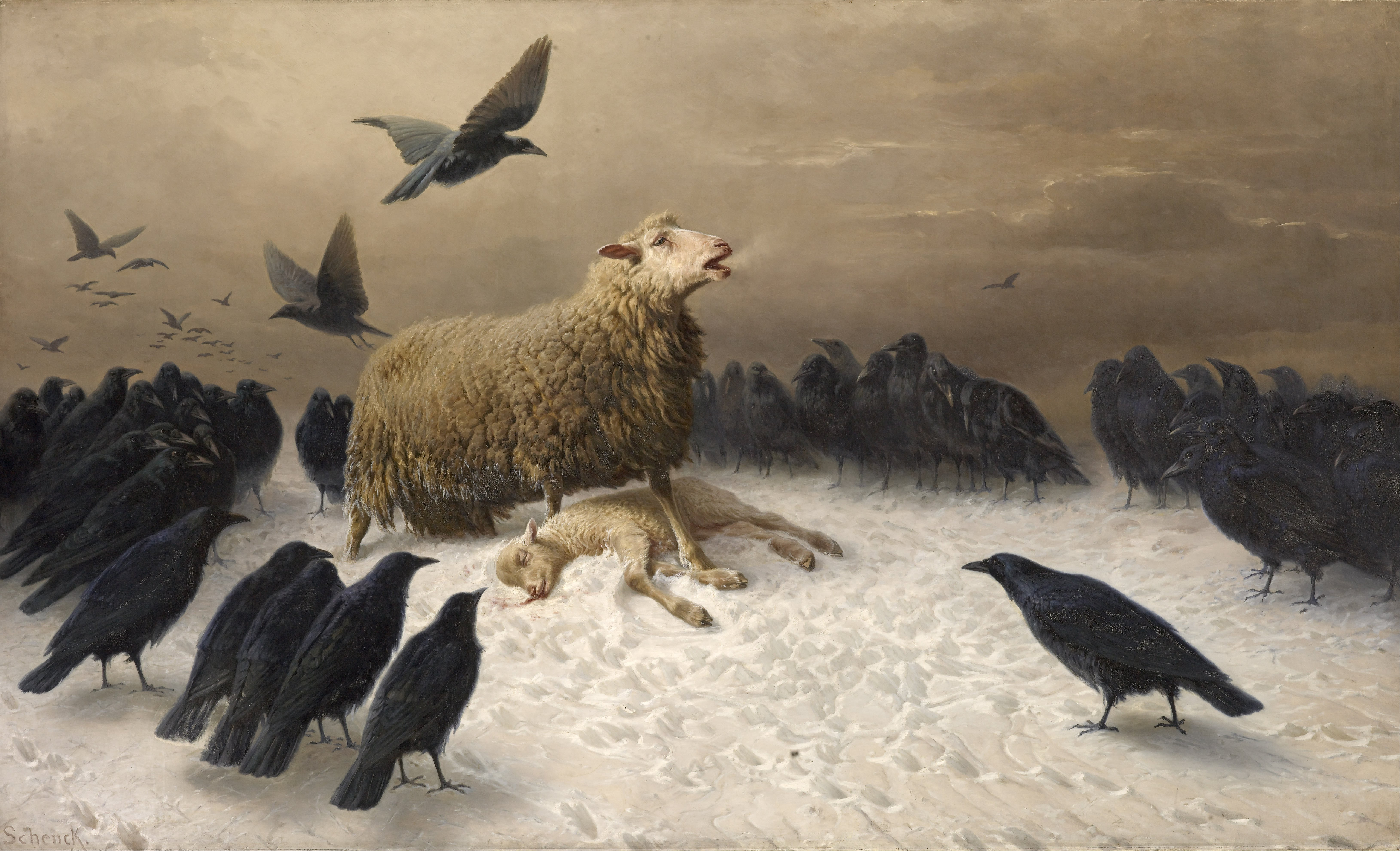
«Страдание» («Тоска»). 1878—1880 гг.

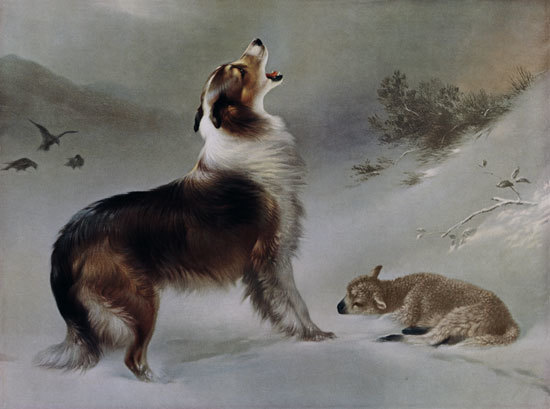

Вместе с родителями-торговцами много путешествовал по Европе. Бо́льшую часть юности провёл в Англии и Португалии, побывал в России.
Позже отправился в Париж, где обучался в Школе изящных искусств. Ученик мастера исторической живописи Леона Конье.
После окончания Школы путешествовал по Франции и Германии. Под влиянием своего учителя начал с исторической и жанровой живописи. Бо́льшую часть своей жизни художника провёл во Франции.
В 1855 году дебютировал в качестве художника на Всемирной выставке в Париже. В 1857 году он принял участие в юбилейной выставке Шлезвиг-Гольштейна. После этого начался успешный творческий период А. Шенка.
Около 1862 г. он с семьёй поселился в Экуане близ Парижа.

## Творчество

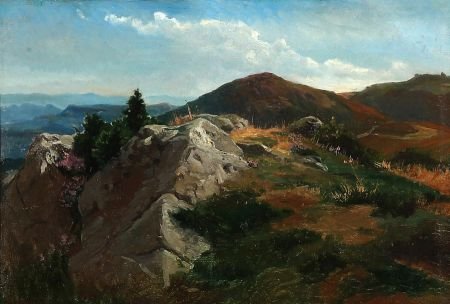
Горный пейзаж

Картины А. Шенка наглядно передают поэтический образ гармонии природы и человека; очень светлые и добрые по содержанию, они пробуждают в зрителе лучшие чувства. В первую очередь художник стал известным благодаря картинам с животными. Помимо французского художника Розы Бонёр, А. Шенк был одним из самых востребованных анималистов, чьи работы коллекционировались по всему миру.
Работы живописца хранятся в музеях Франции, Германии, в Метрополитен-музее в Нью-Йорке, в Национальной галерее Королевы Виктории в Мельбурне.

## Награды
- Кавалер Ордена Изабеллы Католической
- Кавалер ордена Почётного легиона